# Sainte-Marie-Kerque
Pour les articles homonymes, voir Sainte-Marie.
Sainte-Marie-Kerque est une commune française située dans le département du Pas-de-Calais en région Hauts-de-France.

## Géographie

### Localisation
Localisée dans le nord du département du Pas-de-Calais et limitrophe du département du Nord, Sainte-Marie-Kerque est une commune bordée à l'est par l'Aa canalisée et située, à vol d'oiseau, à 4 km au nord-est de la commune d'Audruicq, à 18 km au sud-ouest de la commune de Dunkerque (aire d'attraction) et à 21 km au sud-est de la commune de Calais (chef-lieu d'arrondissement). Sainte-Marie-Kerque se situe au milieu du marais de l'Angle, parsemé de watergangs.
Le territoire de la commune est limitrophe de ceux de sept communes, dont deux, Bourbourg et Saint-Pierre-Brouck, dans le département du Nord.
Les communes limitrophes sont Audruicq, Bourbourg, Muncq-Nieurlet, Polincove, Ruminghem, Saint-Folquin et Saint-Pierre-Brouck.

### Hydrographie
Le territoire de la commune est situé dans le bassin Artois-Picardie.
La commune est traversée par quatre cours d'eau :
- le fleuve l'Aa canalisé, d'une longueur de 36,75 km, et qui prend sa source dans la commune d'Arques et se jette dans la mer du Nord entre les communes de Grand-Fort-Philippe et de Gravelines[2] ;
- le canal de Calais, d'une longueur de 32,51 km, qui prend sa source dans la commune de Saint-Pierre-Brouck, dans le département du Nord, et se jette dans la Manche au niveau de la commune de Calais[3] ;
- la Hem ou Tiret, un cours d'eau naturel non navigable de 27,92 km, qui prend sa source dans la commune d'Escœuilles, rejoint l'Aa au niveau de la commune de Sainte-Marie-Kerque[4] ;
- l'ancien canal de Calais, d'une longueur de 300 m, qui prend sa source dans la commune et se jette dans le canal de Calais au niveau de la commune de Saint-Folquin[5].

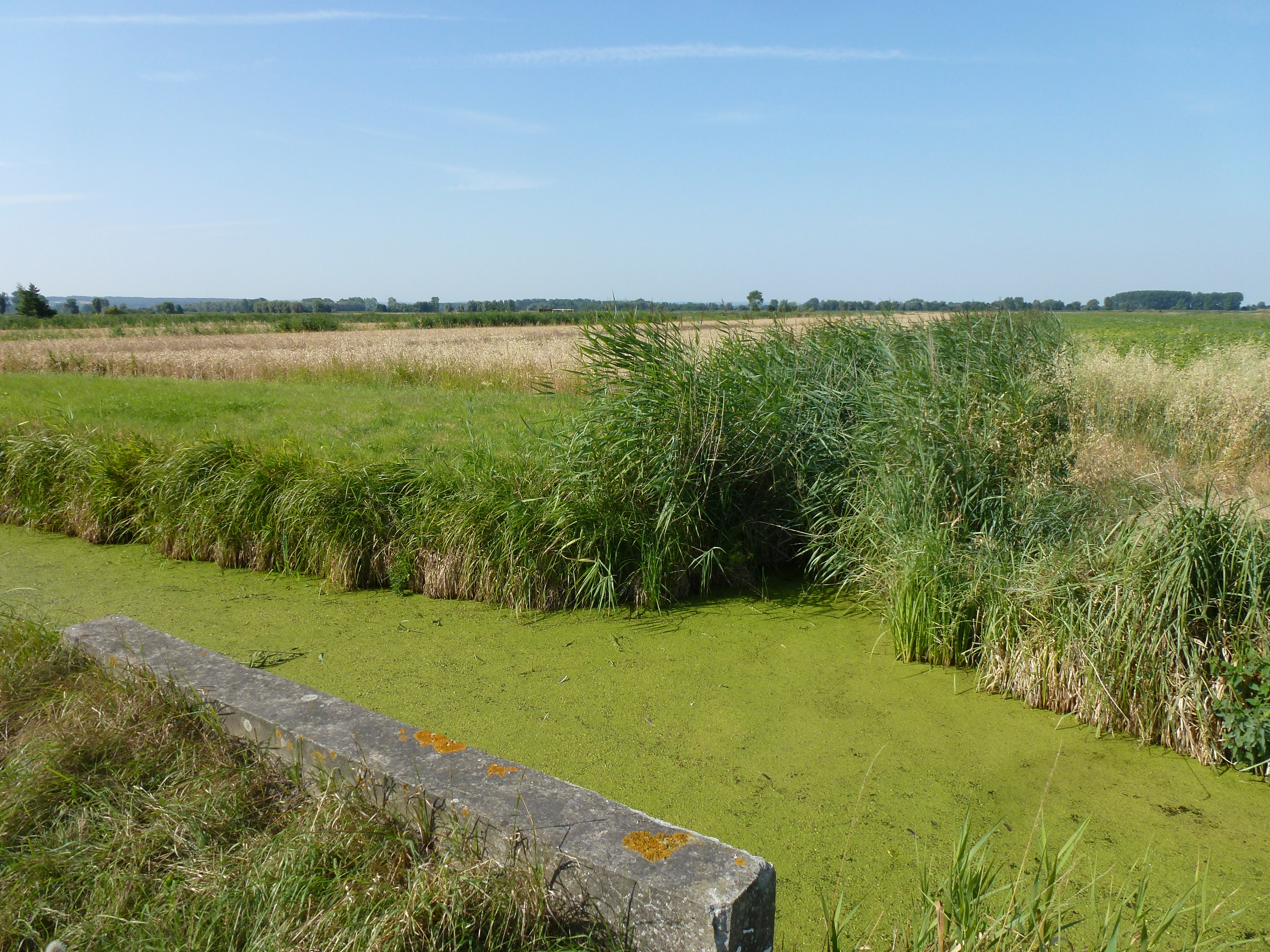
Le marais avec un watergang.
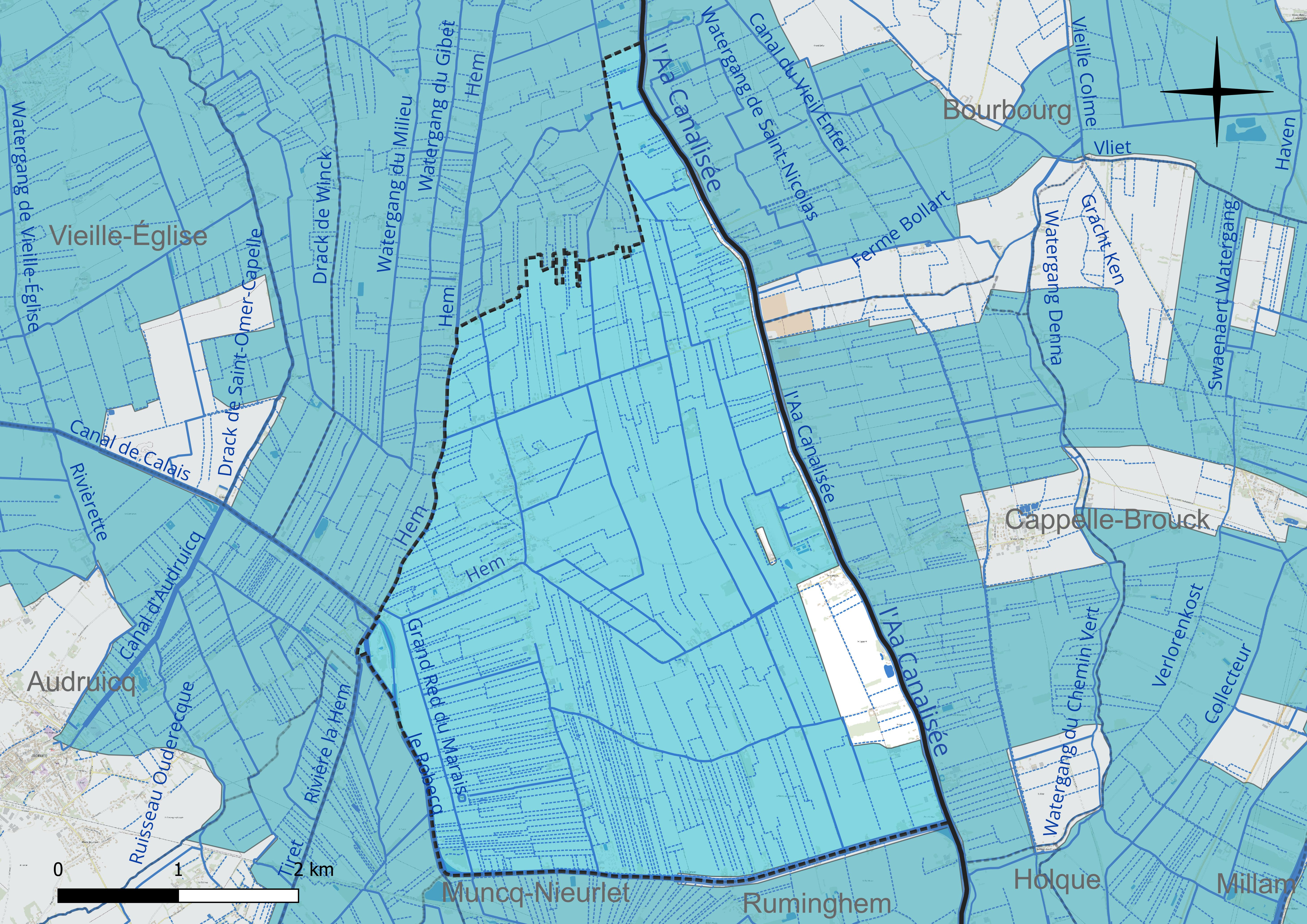
Réseau hydrographique de Sainte-Marie-Kerque[Note 1].

### Climat
Pour des articles plus généraux, voir Climat des Hauts-de-France et Climat du Pas-de-Calais.
En 2010, le climat de la commune est de type climat océanique altéré, selon une étude du CNRS s'appuyant sur une série de données couvrant la période 1971-2000. En 2020, Météo-France publie une typologie des climats de la France métropolitaine dans laquelle la commune est exposée à un climat océanique et est dans la région climatique Côtes de la Manche orientale, caractérisée par un faible ensoleillement (1 550 h/an) ; forte humidité de l’air (plus de 20 h/jour avec humidité relative > 80 % en hiver), vents forts fréquents.
Pour la période 1971-2000, la température annuelle moyenne est de 10,8 °C, avec une amplitude thermique annuelle de 13,5 °C. Le cumul annuel moyen de précipitations est de 725 mm, avec 12,1 jours de précipitations en janvier et 7,7 jours en juillet. Pour la période 1991-2020, la température moyenne annuelle observée sur la station météorologique la plus proche, située sur la commune de Watten à 9 km à vol d'oiseau, est de 11,3 °C et le cumul annuel moyen de précipitations est de 822,8 mm,. Pour l'avenir, les paramètres climatiques de la commune estimés pour 2050 selon différents scénarios d'émission de gaz à effet de serre sont consultables sur un site dédié publié par Météo-France en novembre 2022.

### Milieux naturels et biodiversité

#### Zones naturelles d'intérêt écologique, faunistique et floristique
L’inventaire des zones naturelles d'intérêt écologique, faunistique et floristique (ZNIEFF) a pour objectif de réaliser une couverture des zones les plus intéressantes sur le plan écologique, essentiellement dans la perspective d’améliorer la connaissance du patrimoine naturel national et de fournir aux différents décideurs un outil d’aide à la prise en compte de l’environnement dans l’aménagement du territoire.
Le territoire communal comprend une ZNIEFF de type 1 : les reliques de marais maritimes entre Audruicq, Bourbourg et St-Folquin, d’une superficie de 99 hectares et d'une altitude variant de 1  à   6 mètres. ce site s’inscrit au sein d’un complexe de polders comportant un important réseau de fossés, de cours d’eau et de cultures.
et une ZNIEFF de type 2 : la plaine maritime flamande entre Watten, Loon-Plage et Oye-Plage, d’une superficie de 19 150 hectares et d'une altitude variant de 0  à   8 mètres. La plaine maritime flamande est composé d’habitats naturels, semi-naturels et artificiels qui ont conservé une réelle valeur biologique, tant floristique que faunistique.

Carte des ZNIEFF de type 1 et 2 sur la commune
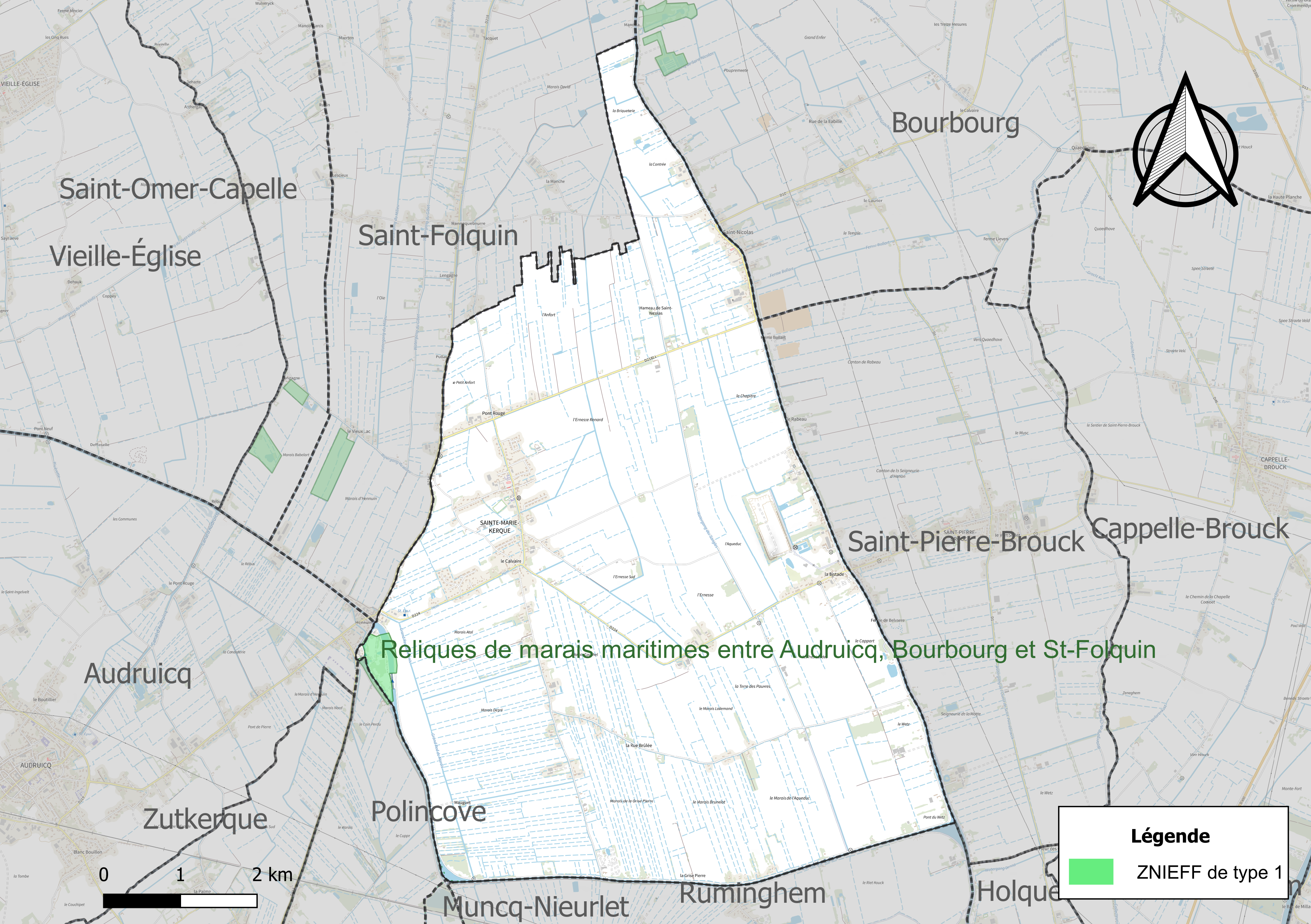
Carte de la ZNIEFF de type 1 sur la commune.
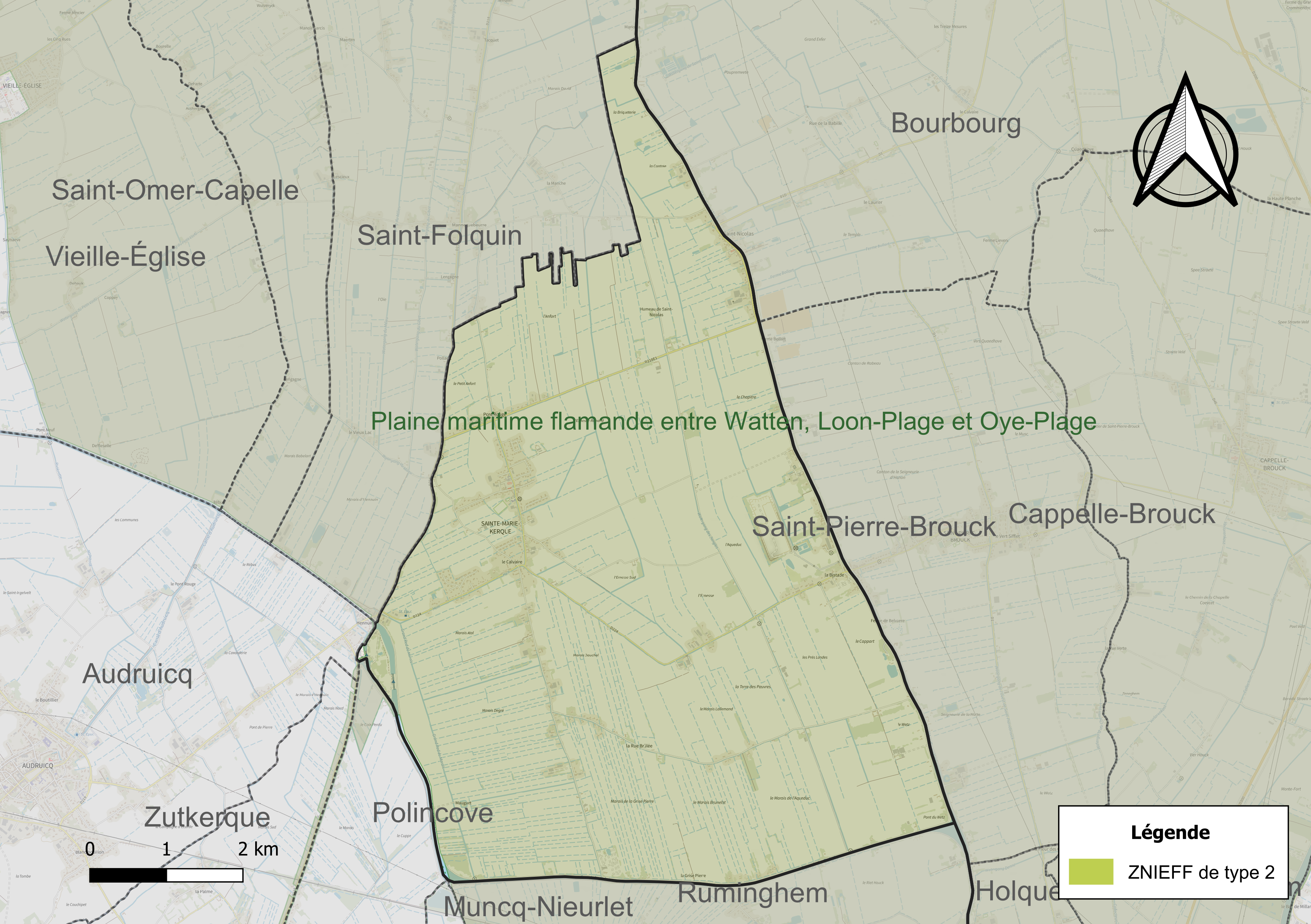
Carte de la ZNIEFF de type 2 sur la commune.

## Urbanisme

### Typologie
Au 1er janvier 2024, Sainte-Marie-Kerque est catégorisée commune rurale à habitat dispersé, selon la nouvelle grille communale de densité à sept niveaux définie par l'Insee en 2022.
Elle appartient à l'unité urbaine d'Audruicq, une agglomération intra-départementale regroupant quatre  communes, dont elle est une commune de la banlieue,,. Par ailleurs la commune fait partie de l'aire d'attraction de Dunkerque, dont elle est une commune de la couronne,. Cette aire, qui regroupe 66 communes, est catégorisée dans les aires de 200 000 à moins de 700 000 habitants,.

### Occupation des sols
L'occupation des sols de la commune, telle qu'elle ressort de la base de données européenne d’occupation biophysique des sols Corine Land Cover (CLC), est marquée par l'importance des territoires agricoles (95,7 % en 2018), en diminution par rapport à 1990 (98,5 %). La répartition détaillée en 2018 est la suivante : 
terres arables (95,7 %), zones urbanisées (4,3 %). L'évolution de l’occupation des sols de la commune et de ses infrastructures peut être observée sur les différentes représentations cartographiques du territoire : la carte de Cassini (XVIIIe siècle), la carte d'état-major (1820-1866) et les cartes ou photos aériennes de l'IGN pour la période actuelle (1950 à aujourd'hui).

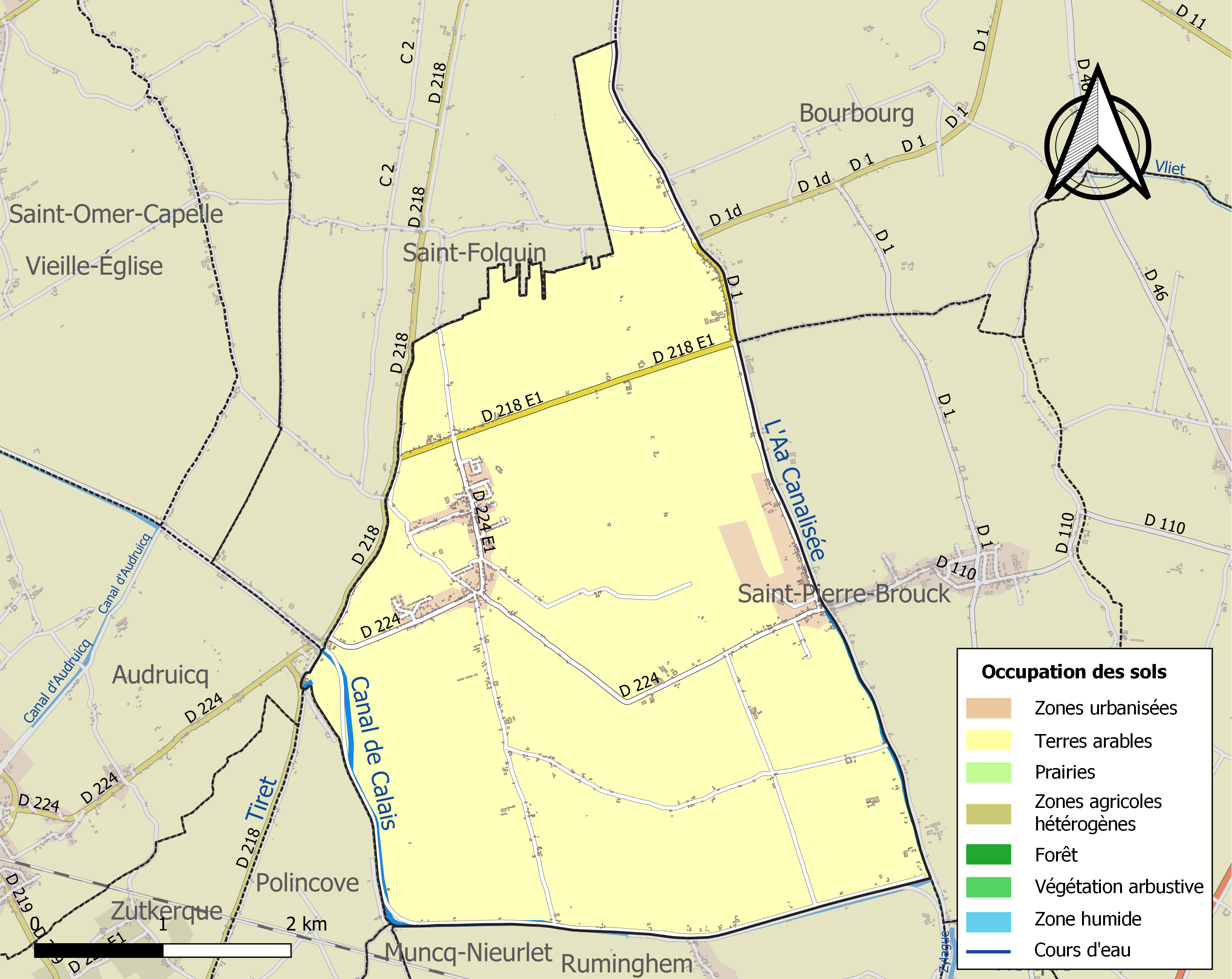
Carte des infrastructures et de l'occupation des sols de la commune en 2018 (CLC).

### Risques naturels et technologiques

#### Risque inondation
À la suite du passage des tempêtes Ciarán, Domingos et Elisa et des inondations et coulées de boue qui se sont produites, la commune est reconnue, par arrêté du 14 novembre 2023, en état de catastrophe naturelle pour inondations et coulées de boue sur la période du 2 au 12 novembre 2023, comme 179 autres communes du département.

## Toponymie
Le nom de la localité est attesté sous les formes Sancte Marie Ecclesia (1224) ; Sainte-Marie-Église (1456) ; Sainte-Marie-Kerke (1457) ; Beata Maria in Angulo (1507) ; Sancte Marie Kerka (vers 1512) ; Sainte-Marie-Kerque (XVIe siècle) ; Marie-Kerque (XVIe siècle) ; Sainte-Marie-Querque (1720).
Mariakerke en flamand.
Sainte-Marie-Kerque est un hagiotoponyme composé de Sainte-Marie et du néerlandais kerk (« église »). À comparer avec Dunkerque.

## Histoire

### Avant la Révolution française
Une première église date de 1114. La cure est citée dans un texte de 1224 de l'abbaye de Saint-Bertin de Saint-Omer.
Un château féodal appartenait à la famille des châtelains de Bourbourg. Puis Sainte-Marie-Kerque suivit le sort des autres communes du pays de l'Angle (voir Saint-Folquin).
Entre 1224 et 1395, a existé au lieu-dit Bonham, sur le territoire de la commune, une abbaye fondée par Béatrix III de Bourbourg, (famille de Bourbourg) héritière de la châtellenie de Bourbourg, épouse du comte de Guînes Arnould II de Guînes. La première abbesse fut une fille du couple, et Béatrice III de Bourbourg s'y est fait enterrer à sa mort en 1224. Son fils Baudouin III de Guînes, comte de Guînes et châtelain de Bourbourg, va en 1244, accorder un droit de pâture sur des terres qu'il y possède aux religieuses dites de « Leibistade » ou Bounham; le comte avait eu un château à Bounham. Le petit-fils de Béatrix III, le comte Arnould III de Guînes va lui aussi favoriser le monastère en 1270. L'abbaye dure jusqu'en 1395, date à laquelle, ruinée par les guerres et les inondations, les religieuses sont transférées à l'abbaye Sainte-Colombe de Blendecques.
En 1224, Adam évêque de Thérouanne, sur la proposition de l'abbé et des religieux de l'abbaye de Saint-Bertin de Saint-Omer, admet le prêtre Simon à desservir pendant cinq ans la cure de Sainte-Marie-Kerque (l'église de Sainte-Marie-Kerque dépendait alors de l'abbaye).
En 1458, Amoury du Wez (la famille du Wez a son siège à Saint-Pierre-Brouck) dit Rifflart, est héritier de son frère Guillaume du Wez, seigneur de Sainte-Marie-Kerque. Ils possèdent la seigneurie dite de l'Escoutedom située à Saint-Georges-sur l-'Aa, dans la châtellenie de Bourbourg.
En 1631, Marie de Louvers, épouse de Henri de Hesnin, seigneur de Lesquin, La Motte, est dame de Sainte-Marie-Kerque (les hommes sont dits seigneur de, les femmes, fille ou veuve, sont dites dame de). Ils possèdent également la seigneurie de l'Escoutedom.

#### Famille de Wazières
La famille de Wazières, s'appelant à l'origine de Fourmestraux de Wazières, issue de la bourgeoisie de Lille, souvent membre du magistrat de Lille, par la suite anoblie, détentrice de nombreuses seigneuries sur Wambrechies, Bondues, Haubourdin, etc., et de la seigneurie de Sainte-Marie-Kerque à la veille de la Révolution française a laissé son empreinte sur le village :
- les armes de la commune sont directement inspirées de celles de Pierre Auguste Marie de Wazières détenteur de la seigneurie à la veille de 1789[28].
- les armes de la famille figurent sur le fronton de l'église
- une des deux cloches de l'église a été en partie offerte par Pierre Auguste Marie de Wazières déjà évoqué et par son épouse et en partie par le conseil de fabrique
- le cercueil de Marie Henriette de Wazières est situé sous l'autel de l'église[29].
- Marie-Henriette-Françoise de Wazières, dame de Rabodingues, est la fille d'Eugène-Hyacinthe de Wazières, écuyer, seigneur de Beaupré (sur Haubourdin), de La Volandre, dit Le vicomte de Saint-Georges, capitaine au régiment d'Humières, bourgeois de Lille et de Françoise de Lannoy. Elle nait à Lille en juillet 1698 (baptisée le 7 juillet 1698), meurt à Lille le 28 novembre 1785, à 87 ans, est inhumée à Sainte-Marie-Kerque sous l'autel de l'église. Elle a épousé à La Madeleine le 1er avril 1724 Charles-Pierre de Male, dit Malineus Prats, vicomte de Zuytpeene, chevalier, fils de Charles-Aurel-Augustin, chevalier, et de Philippine-Dorothée de Massiet. Il nait à Bruxelles en juillet 1672 (baptisé le 23 juillet 1672), est lieutenant-colonel su service d'Espagne, puis de France, grand forestier de Brabant, mort avant sa femme[30].
- Pierre-Auguste-Marie de Wazières (1725-1781) est seigneur de Sainte-Marie-Kerque. Il est le fils de François-Eugène-Dominique, écuyer, seigneur de Roncq, et de sa cousine germaine Madeleine-Françoise Cuvillon. Seigneur de Roncq après son père, il détient plusieurs biens de la famille : Beaupré (sur Haubourdin), la Volandre, Gheluwebrouck (marais de Geluwe?), Tilloy-les-Hermaville, Tonquelle, La Mutte Saint-Georges, Clairbourdin, Landsbrigghe, etc., dit Le Vicomte de Langlé et de Saint-Georges. Il nait à Lille en octobre 1725 (baptisé le 31 octobre 1725), accède à la bourgeoisie de Lille le 23 avril 1756, est nommé bailli d'Halluin de 1760 à 1779, grand bailli de Comines, député des États de la Flandre Wallonne, créé comte de Roncq en septembre 1768. Il meurt à Paris le 6 décembre 1781, est enterré à Roncq. Il épouse d'abord à Béthune le 23 février 1756 Charlotte-Joseph-Ghislaine de Preudhomme d'Haillies, fille d'Antoine-Joseph, marquis de Verquigneul et de Catherine-Constance-Eugénie de Dion, née en 1732, morte à Lille le 15 février 1769. Il prend ensuite pour femme le 6 juin 1770 Marie-Thérèse de Carondelet, fille de Jean, baron de Noyelles, et de Marie-Bernardine de Rasoir, née en 1738, morte à Boulogne-sur-Mer le 16 août 1820[31]. Il est le de Wazières qui finance en partie une des deux cloches du village.
- En 1789, Marie-Madeleine-Françoise de Wazières, dame de La Rive, Tilloy-les-Hermaville, Sainte-Marie-Kerque, domiciliée à Armentières, est sœur et l'héritière de Pierre-Auguste-Marie de Wazières, comte de Wazières et de Roncq. Elle détient également une seigneurie sur Saint-Georges-sur-l'Aa, la seigneurie de l'Escoutedom[27].

### Depuis la Révolution française
En 1822, la commune absorbe celle voisine de Saint-Nicolas peuplée, au recensement de 1821, de 310 habitants ; cette commune avait, durant la Révolution, porté le nom de Libre-sur-Aa.

#### Première Guerre mondiale
Pendant la Première Guerre mondiale, Sainte-Marie-Kerque dépend du commandement d'étapes ayant son siège à Nouvelle-Église, (élément de l'armée organisant le stationnement de troupes, comprenant souvent des chevaux, pendant un temps plus ou moins long, sur les communes dépendant du commandement d'étapes en arrière du front). En juillet 1917, se trouvent ainsi à Sainte-Marie-Kerque, une formation sanitaire de 280 personnes et un dépôt de chevaux malades (deux cents chevaux).
Le commandement d'étapes est transféré le 1er décembre 1917 à Saint-Folquin.
En juillet 1917, a été arrêté par un brigadier de gendarmerie à Sainte-Marie-Kerque, un déserteur anglais ayant fui sa batterie depuis un mois; le déserteur a été conduit au camp anglais d'Audruicq. Le même brigadier a interpellé quelques jours plus tard deux insoumis belges.
Le 24 août 1917, sont arrivés dans le village les équipages d'un bataillon de Sénégalais.
Le 28 février 1918, la commune est en émoi à propos de cet accueil de troupes : une dame Dourdent, cabaretière au pont de la Bistade, a été assassinée par des auxiliaires militaires anglais (chinois) à coups de couteau.

### Depuis 1945
Par arrêté préfectoral du 20 décembre 2016, la commune est détachée le 1er janvier 2017 de l'arrondissement de Saint-Omer pour intégrer l'arrondissement de Calais.

## Politique et administration

### Découpage territorial
La commune se trouve dans l'arrondissement de Calais du département du Pas-de-Calais.

#### Commune et intercommunalités
La commune est membre de la communauté de communes de la Région d'Audruicq.

#### Circonscriptions administratives
La commune est rattachée au canton de Marck.

#### Circonscriptions électorales
Pour l'élection des députés, la commune fait partie de la septième circonscription du Pas-de-Calais.

### Élections municipales et communautaires

#### Liste des maires
| Période                                  | Période                                      | Identité              | Étiquette      | Qualité                                                                  |
| ---------------------------------------- | -------------------------------------------- | --------------------- | -------------- | ------------------------------------------------------------------------ |
| Les données manquantes sont à compléter. |                                              |                       |                |                                                                          |
| Avant 1900                               | Entre 1901 et 1903 (Mort pendant son mandat) | Jean-Baptiste Stoclin | Indépendant    | Sucrier                                                                  |
| Avant 1936                               | 1944 ou 1945                                 | Jean Voituriez        | Indépendant    | Exploitant agricole                                                      |
| 1944 ou 1945                             | Vers 1950                                    | Lucien Pignion        | PS             |                                                                          |
| Vers 1950                                | 1980 (Mort pendant son mandat)               | Jean Voituriez        | Indépendant    | Exploitant agricole                                                      |
| 1980                                     | ?                                            | Joseph Delepouve      |                |                                                                          |
| mars 2001                                | mars 2014                                    | Jean Vasseur          |                |                                                                          |
| mars 2014                                | En cours (au 4 avril 2023)                   | Carole Duytsche       | Sans étiquette | Personne sans activité professionnelle, Réélue pour le mandat 2020-2026, |

## Population et société

### Démographie
Les habitants de la commune sont appelés les Sainte-Marie-Kerquois'.

#### Évolution démographique
L'évolution du nombre d'habitants est connue à travers les recensements de la population effectués dans la commune depuis 1793. Pour les communes de moins de 10 000 habitants, une enquête de recensement portant sur toute la population est réalisée tous les cinq ans, les populations de référence des années intermédiaires étant quant à elles estimées par interpolation ou extrapolation. Pour la commune, le premier recensement exhaustif entrant dans le cadre du nouveau dispositif a été réalisé en 2006.

En 2022, la commune comptait 1 715 habitants, en évolution de +4,57 % par rapport à 2016 (Pas-de-Calais : −0,72 %, France hors Mayotte : +2,11 %).
| 1793 | 1800 | 1806 | 1821 | 1831  | 1836  | 1841  | 1846  | 1851  |
| ---- | ---- | ---- | ---- | ----- | ----- | ----- | ----- | ----- |
| 686  | 606  | 712  | 733  | 1 084 | 1 128 | 1 090 | 1 160 | 1 132 |

| 1856  | 1861  | 1866  | 1872  | 1876  | 1881  | 1886  | 1891  | 1896  |
| ----- | ----- | ----- | ----- | ----- | ----- | ----- | ----- | ----- |
| 1 210 | 1 224 | 1 292 | 1 337 | 1 432 | 1 455 | 1 432 | 1 565 | 1 643 |

| 1901  | 1906  | 1911  | 1921  | 1926  | 1931  | 1936  | 1946  | 1954  |
| ----- | ----- | ----- | ----- | ----- | ----- | ----- | ----- | ----- |
| 1 636 | 1 632 | 1 595 | 1 502 | 1 537 | 1 511 | 1 502 | 1 391 | 1 390 |

| 1962  | 1968  | 1975  | 1982  | 1990  | 1999  | 2006  | 2011  | 2016  |
| ----- | ----- | ----- | ----- | ----- | ----- | ----- | ----- | ----- |
| 1 275 | 1 228 | 1 224 | 1 323 | 1 322 | 1 412 | 1 513 | 1 521 | 1 640 |

| 2021  | 2022  | - | - | - | - | - | - | - |
| ----- | ----- | - | - | - | - | - | - | - |
| 1 693 | 1 715 | - | - | - | - | - | - | - |

#### Pyramide des âges
La population de la commune est relativement jeune.
En 2018, le taux de personnes d'un âge inférieur à 30 ans s'élève à 41,7 %, soit au-dessus de la moyenne départementale (36,7 %). À l'inverse, le taux de personnes d'âge supérieur à 60 ans est de 17,9 % la même année, alors qu'il est de 24,9 % au niveau départemental.
En 2018, la commune comptait 837 hommes pour 816 femmes, soit un taux de 50,64 % d'hommes, largement supérieur au taux départemental (48,50 %).
Les pyramides des âges de la commune et du département s'établissent comme suit.
| Hommes | Classe d’âge | Femmes |
| ------ | ------------ | ------ |
| 0,5    | 90 ou +      | 0,9    |
| 3,8    | 75-89 ans    | 5,3    |
| 13,3   | 60-74 ans    | 12,1   |
| 20,9   | 45-59 ans    | 19,9   |
| 19,9   | 30-44 ans    | 20,3   |
| 20,2   | 15-29 ans    | 20,3   |
| 21,5   | 0-14 ans     | 21,3   |

| Hommes | Classe d’âge | Femmes |
| ------ | ------------ | ------ |
| 0,5    | 90 ou +      | 1,6    |
| 5,6    | 75-89 ans    | 8,9    |
| 16,7   | 60-74 ans    | 18,1   |
| 20,2   | 45-59 ans    | 19,2   |
| 18,9   | 30-44 ans    | 18,1   |
| 18,2   | 15-29 ans    | 16,2   |
| 19,9   | 0-14 ans     | 17,9   |

### Enseignement

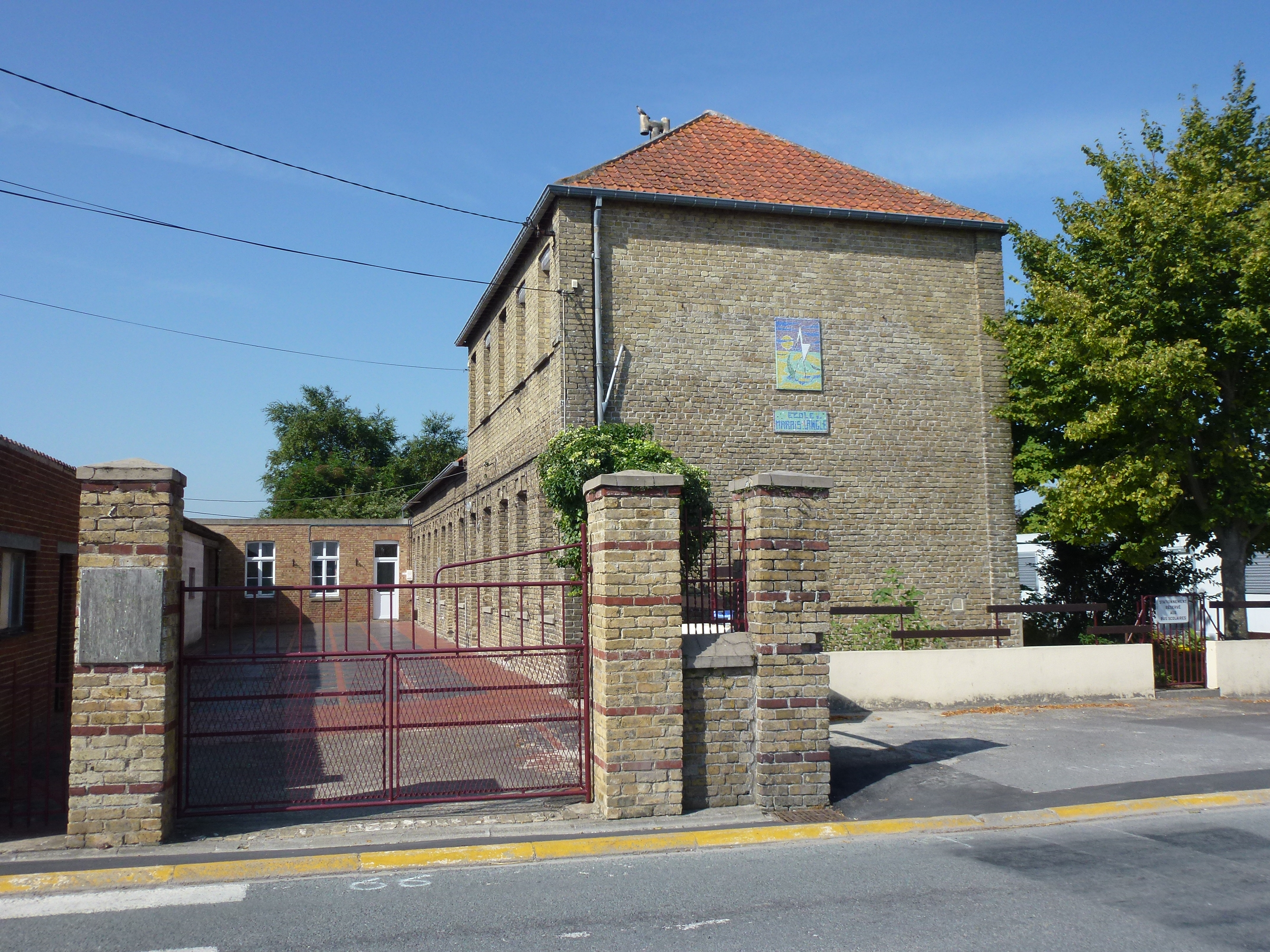
École Marais-de-l'Angle.
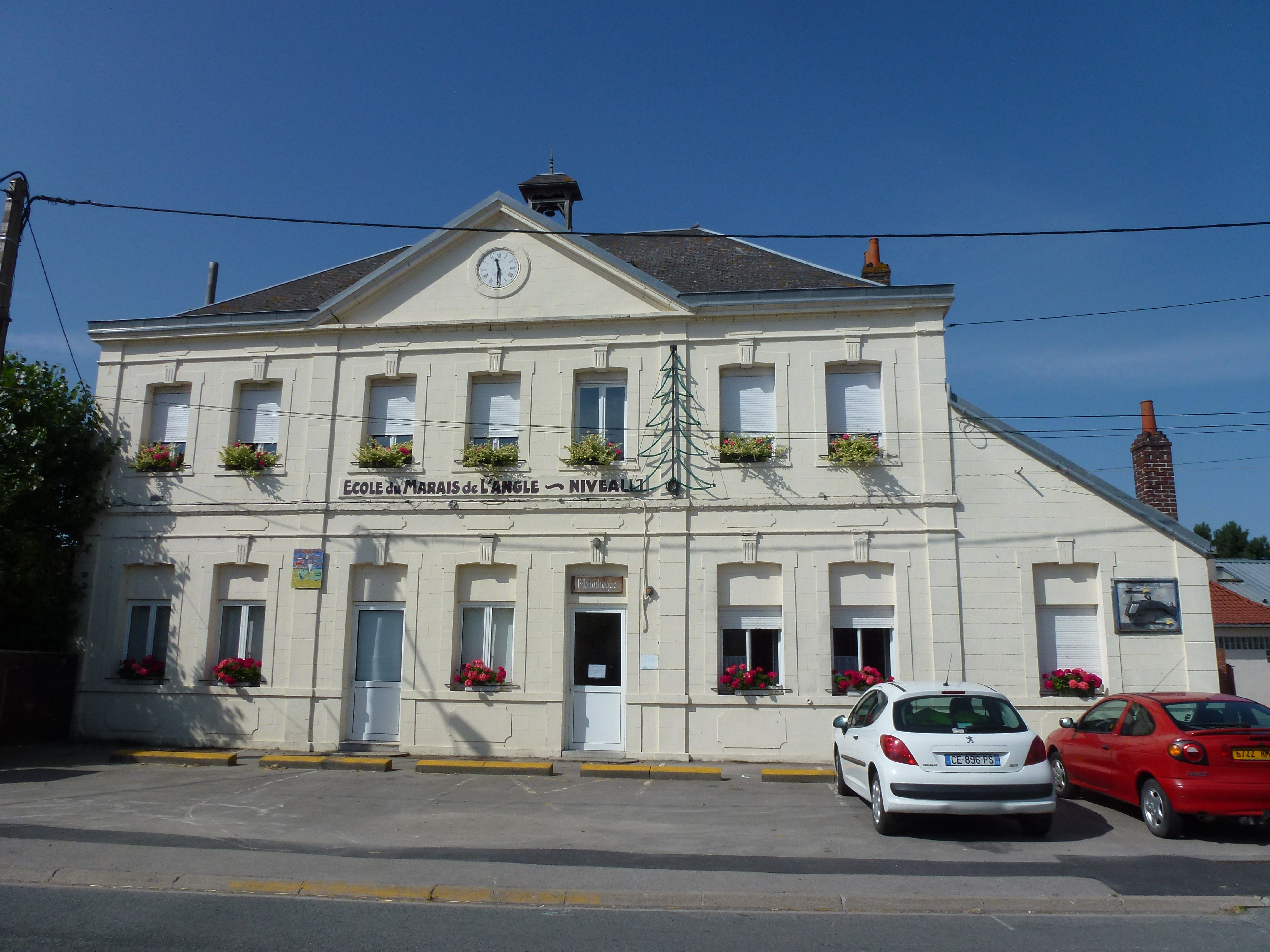
École Marais-de-l'Angle, Niveau 1.

### Sports
Il y a un terrain de tennis et un terrain de football. La piscine de la CCRA se trouve à Audruicq.

## Économie
Le projet d'extension, sur le territoire de la commune, d'un centre d'enfouissement de déchets ménagers par la société Opale Environnement est actuellement contesté,,.

## Culture locale et patrimoine

### Lieux et monuments
- Église Notre-Dame datant du XIVe siècle, dont deux fenêtres du chœur remontent au XIIe siècle. La flèche crénelée a une hauteur de 50 m. Les cloches, un autel et la table de communion sont classés monuments historiques au titre d'objets.
- Le monument aux morts, commémorant les victimes de toutes les guerres depuis 1870.
- Petit patrimoine religieux : la chapelle Notre-Dame-du-Marais, un oratoire rue Raepe, et une croix de chemin en fer forgé.
- Patrimoine économique : quatre séchoirs à chicorée, une brasserie et une sucrerie sont inventoriés dans la base Mérimée.
- La ferme fortifiée du Weez, qui conserve une cloche datée de 1737.

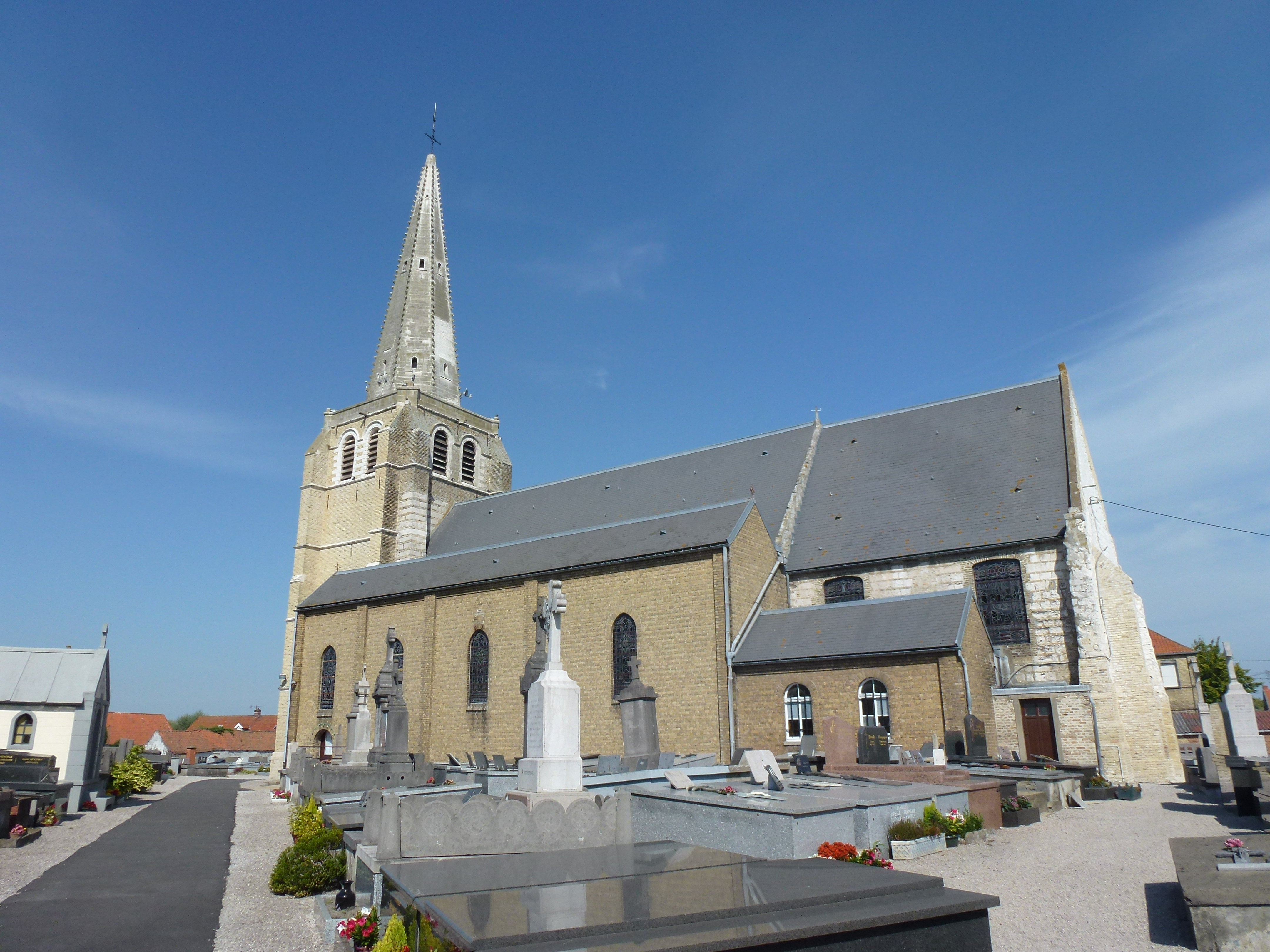
L'église Notre-Dame.
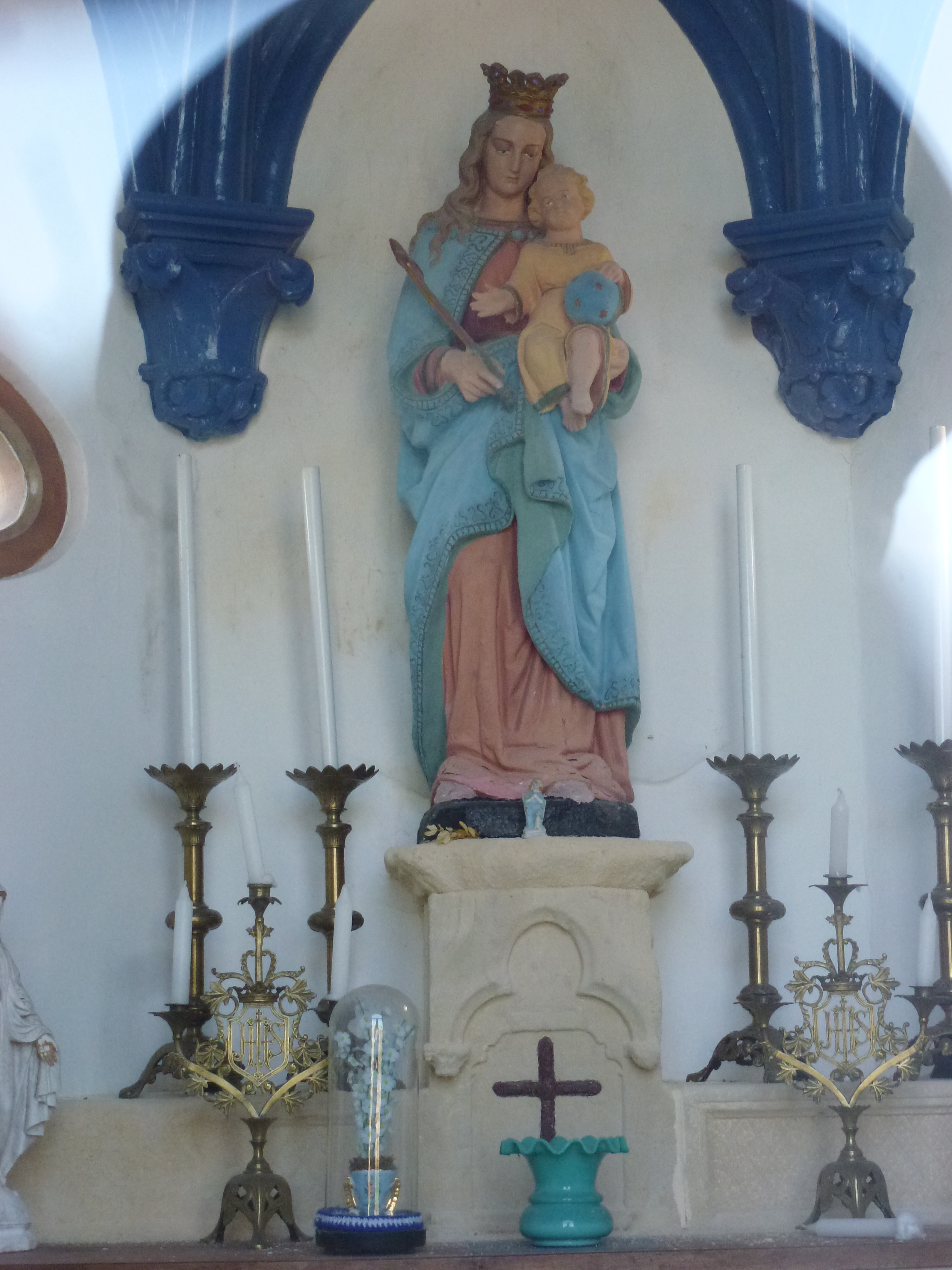
Intérieur de la chapelle Notre-Dame des Marais.
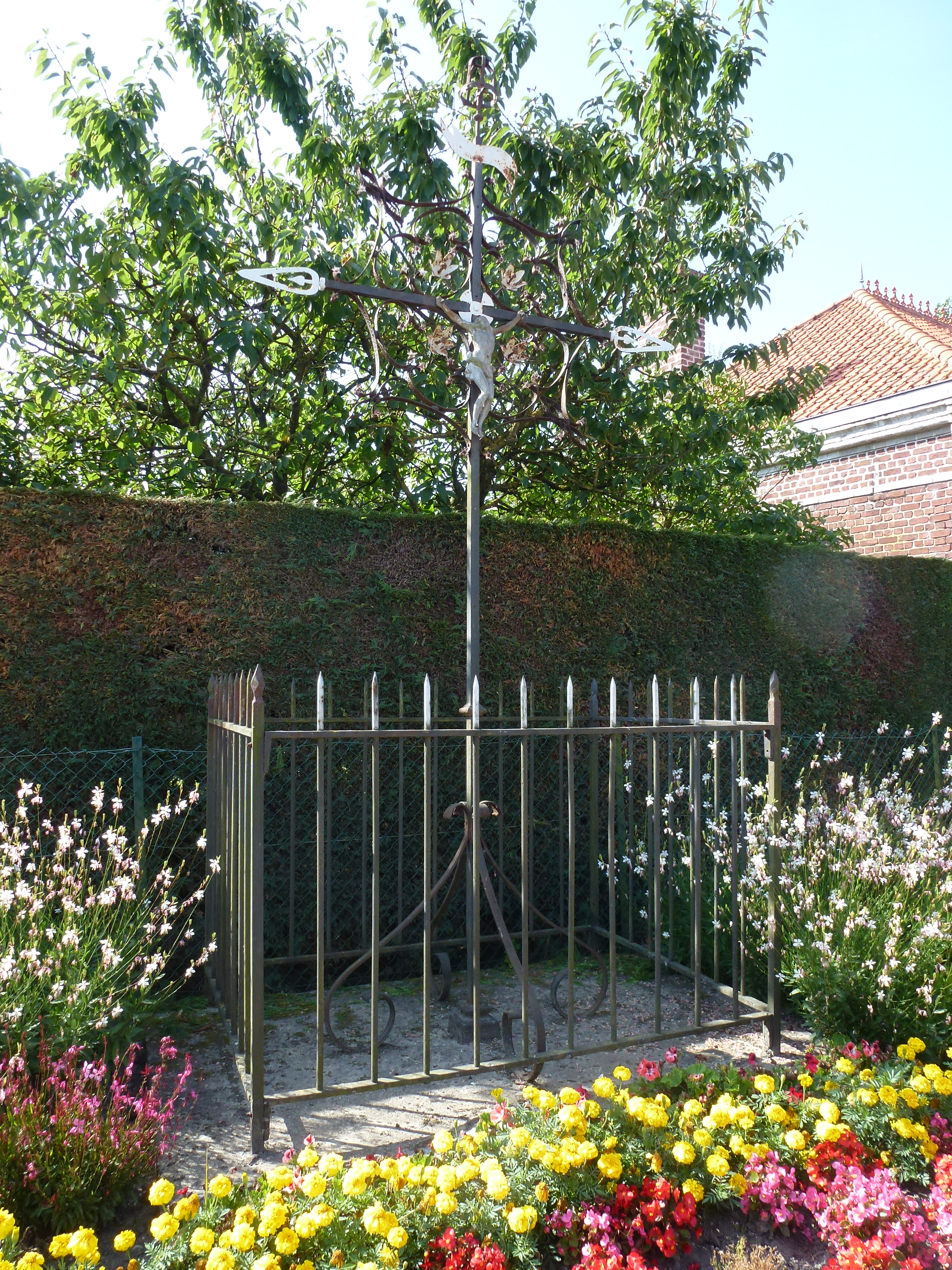
La croix de chemin.
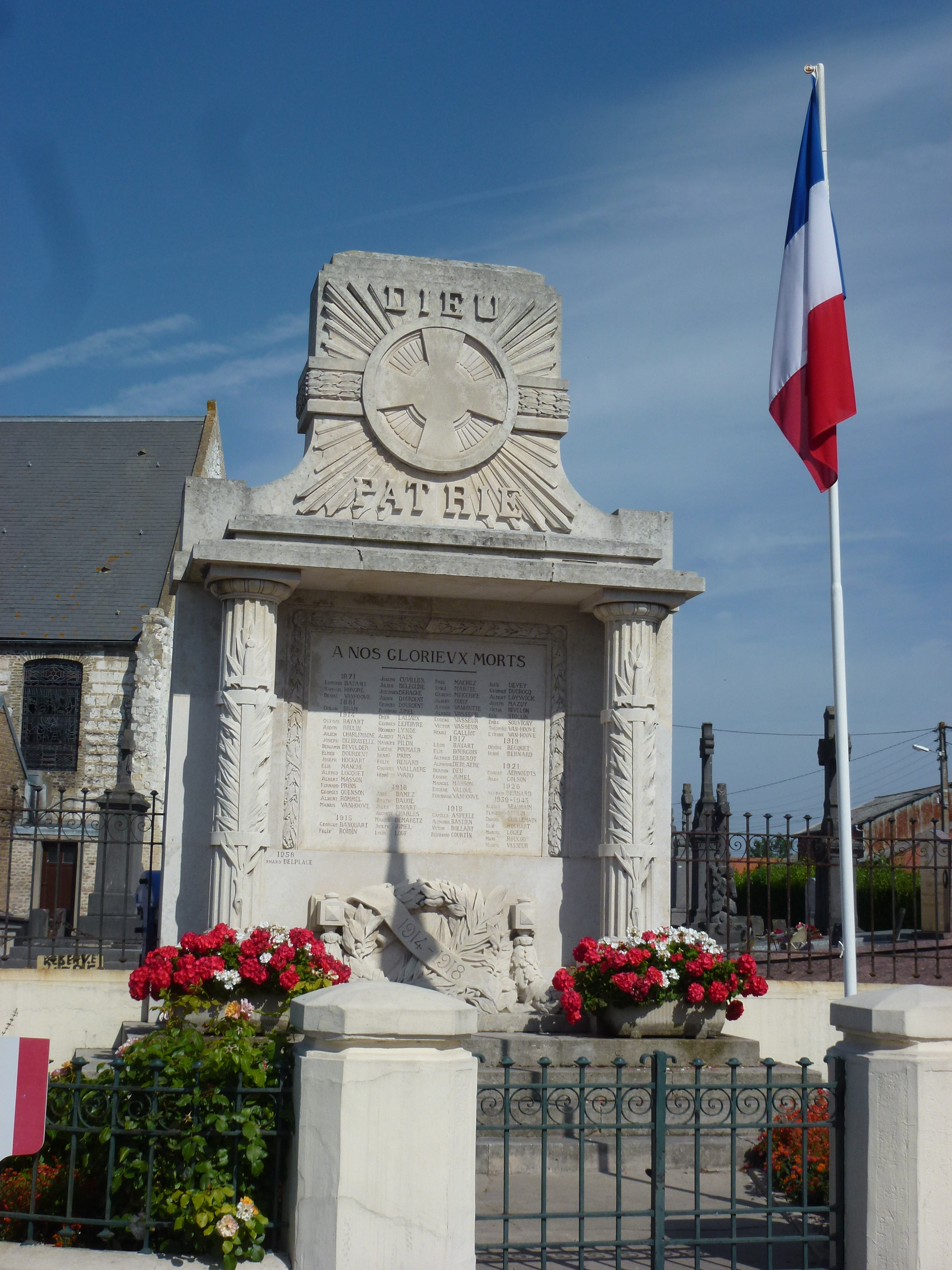
Le monument aux morts.

### Héraldique
|  | Les armes de la commune se blasonnent ainsi : Écartelé, au premier et au quatrième contre-écartelé d’or à l’aigle bicéphale de gueules et d’or à l’ours en pied de sable, au deuxième et au troisième d’azur à la bande d’or accompagnée de six besants ordonnés en orle. |

## Pour approfondir